# پیکلوت
آبخوست پیکلوت یک آبخوست دور افتاده در ایالت یاپ و بخشی از ایالات فدرال میکرونزی است. پیکلوت یک آبخوست خرد مرجانی کم بلندا با آب و هوای گرمسیری و پر باران است. کسی در این آبخوست زندگی نمی‌کند.

## گیاهان و جانوران
با داشتن جنگل و درختچه بسیار و آبسنگ حاشیه‌ای گسترده، پیکلوت، اکوسیستم گوناگونی دارد. آبخوست خرد همچنین زادگاه اصلی مرغ نوروزی، تخم‌گذاری لاک‌پشت و چند گونه کرنا است.

## ساکنان
هیچ‌کس به‌طور همیشگی در پیکلوت زندگی نمی‌کند. اما به خاطر طبیعت زیبای آن، بازدیدکنندگانی از دیگر آب‌سنگ‌های حلقوی مانند پلووات و ساتاوال در هنگام سفرهای شکار لاک‌پشت خود پا به پیکلوت می‌گذارند. سفر به پیکلوت با کانوی به هم بسته به سبک ملانزیایی انجام می‌شود.

## تاریخ
در سال ۱۸۰۱ یک افسر نیروی دریایی اسپانیایی به نام «خوان آنتونیو ایبراگوتیا» و فرمانده کشتی «فیلیپینو» به آبخوست پیکلوت وارد شد.